# 1989年7月逝世人物列表
1989年逝世人物列表：1月 - 2月 - 3月 - 4月 - 5月 - 6月 - 7月 - 8月 - 9月 - 10月 - 11月 - 12月
1989年7月逝世人物列表，是用於匯總1989年7月期間逝世人物的列表。

## 依日期排序

### 1日
- William Ching，75歲，美國角色演員，死於充血性心力衰竭
- 埃裡克·霍蘭德（Eric Holland），68歲，紐西蘭政治家，紐西蘭議會議員
- Sumant Moolgaokar，82歲，印度實業家
- 安東尼奧·莫賴斯（António Morais），54歲，葡萄牙足球運動員和經理，車禍
- 維克多·涅基佩洛夫，60歲，蘇俄詩人和作家
- 路易絲·瓦雷茲（Louise Varèse），98歲，美國作家、法國文學編輯和翻譯家

### 2日
- Brendan Crinion，65歲，愛爾蘭菲安娜·法伊爾（Fianna Fáil）政治家
- 安德烈·葛罗米柯，79歲，蘇聯政治家和外交官，最高蘇維埃主席團主席，血管問題[1]
- 哈桑·埃薩特·伊西克，72-73歲，土耳其外交官和政治家
- Jean Leguay，79歲，納粹佔領法國期間的法國國家警察成員，負責圍捕猶太人進入集中營，癌症
- Jean Painlevé，86歲，法國攝影師和電影製片人
- 富蘭克林·沙夫納（Franklin J. Schaffner），69歲，日本出生的美國電影、電視和舞台導演，肺癌[2]
- 威尔弗里德·塞拉斯（Wilfrid Sellars），77歲，美國哲學家[3]
- 本·賴特（Ben Wright），74歲，英國廣播、電影和電視演員，心臟手術併發症

### 3日
- 吉姆·巴克斯（Jim Backus），76歲，美國演員，最出名的是吉利根島上的瑟斯頓·豪威爾三世（Thurston Howell III），肺炎併發症[4]
- 彼得·福克斯，68歲，加拿大政治家，曼尼托巴省立法議會議長

### 4日
- 傑克·黑格（Jack Haig），英國演員，76歲，胃癌
- Win Maung，73歲，緬甸聯邦總統
- Leyla Mammadbeyova，79歲，亞塞拜然和蘇聯飛行員
- 維克·佩林（Vic Perrin），73歲，美國廣播、電影和電視演員，癌症[5]

### 5日
- 比爾·達迪奧（Bill Daddio），73歲，美國NFL橄欖球運動員，教練和球探，心臟病發作
- 埃內斯托·哈夫特（Ernesto Halffter），84歲，西班牙作曲家和指揮家
- 奧杜斯·米切爾（Odus Mitchell），90歲，美式足球運動員和教練
- Sirarpie Der Nersessian，92歲，亞美尼亞藝術史學家，專門從事亞美尼亞和拜占庭研究
- Berthold Wolpe，83歲，德國書法家、印刷師、字體設計師、書籍設計師和插畫家

### 6日
- Jean Bouise，60歲，法國演員
- C. A. Dharmapala，81歲，斯里蘭卡政治家
- 卡达尔·亚诺什，77歲，匈牙利政治家和共產黨領導人，匈牙利社會主義工人黨總書記，癌症
- 約翰·馬奎爾（John Maguire），84歲，美國羅馬天主教神職人員
- 威廉·霍普金斯（William F. Tompkins），76歲，美國政治家，新澤西州議會議員，心臟病發作

### 7日
- 叶橘泉，93岁，中国中医药学家。
- 摩西·科爾，78歲，以色列政治家

### 8日
- 奧古斯特·豪斯萊特，84歲，德國政治家和記者

### 9日
- 安德列克斯，82歲，法國電影演員
- Piet Lieftinck，86歲，荷蘭政治家，眾議院和參議院議員

### 10日
- 梅爾·布蘭克（Mel Blanc），81歲，美國配音演員和電臺名人，與肺氣腫和慢性阻塞性肺病有關的併發症[6]
- 讓-蜜雪兒·夏利爾（Jean-Michel Charlier），64歲，比利時漫畫作家
- 羅傑·里切貝（Roger Richebé），91歲，法國電影導演、編劇和製片人
- 湯米·特林德（Tommy Trinder），80歲，英國舞臺、銀幕和廣播喜劇演員

### 11日
- Irv Comp，70歲，美國 NFL 足球運動員
- 勞倫斯·柯蒂斯（Laurence Curtis），83歲，美國律師和政治家，美國眾議院議員[7]
- 霍里亞·馬切拉裡烏，95歲，羅馬尼亞海軍上將，二戰期間羅馬尼亞皇家海軍黑海艦隊司令
- 維克·梅爾（Vic Maile），55-56歲，英國唱片製作人，癌症
- 劳伦斯·奥利维尔（Laurence Olivier），82歲，英國演員兼導演，腎功能衰竭[8]
- 理查·特拉維斯（Richard Travis），76歲，美國電影和電視演員

### 12日
- 林芳年，75岁，台湾作家。
- 西德尼·胡克（Sidney Hook），86歲，美國哲學家[9]
- 卡洛斯·普埃布拉，71歲，古巴歌手、吉他手和作曲家
- 沃尔夫冈·莫里茨，92歲，芬蘭王儲

### 13日
- A. Amirthalingam，61歲，斯里蘭卡泰米爾政治家，國會議員和反對黨領袖，被暗殺
- 阿卜杜勒·拉赫曼·加西姆盧，58歲，伊朗庫爾德政治家，被暗殺
- 達武德·蒙希扎德（Davud Monshizadeh），74歲，伊朗納粹主義支援者
- 阿纳尔多·奥乔亚·桑切斯，58-59歲，古巴將軍，被處決
- 佩德羅·奧拉塔（Pedro Orata），90歲，菲律賓教育家
- V. Yogeswaran，55歲，斯裡蘭卡律師、政治家和國會議員，被暗殺

### 14日
- 阿諾德·波普克，87歲，德國政治家

### 15日
- 約瑟夫·鮑爾（Josef Bauer），74歲，德國政治家
- 威爾·布蘭得利（Will Bradley），77歲，美國長號手和樂隊領隊[10]
- 勞里·坎寧安（Laurie Cunningham），33歲，英國國際足球運動員，車禍
- Nesuhi Ertegun，71歲，土耳其出生的美國唱片製作人，癌症手術併發症[11]
- 阿圖爾·桑道爾（Artur Sandauer），75歲，波蘭和猶太文學評論家，散文家和教授
- 傑克·斯科爾斯（Jack Scholes），71歲，澳大利亞出生的紐西蘭水手
- 铃木贞一，100歲，日本帝國陸軍中將，國務大臣，眾議院議員，心力衰竭[12]
- 威廉·F·坦普爾（William F. Temple），75歲，英國科幻作家

### 16日
- 約翰·登普西（John N. Dempsey），74歲，愛爾蘭出生的美國政治家，康涅狄格州州長，肺癌[13]
- 尼古拉斯·吉倫（Nicolás Guillén），87歲，古巴詩人、記者、政治活動家和作家，帕金森病患者
- 赫伯特·冯·卡拉扬，81歲，奧地利指揮家，柏林愛樂樂團首席指揮34年，心臟病發作
- 傑克·卡斯利（Jack Kasley），73歲，美國游泳運動員和奧運選手
- 喬治·裡奇（George Rich），84歲，美式橄欖球運動員和教練
- Shmuel Rodensky，86歲，俄羅斯出生的以色列舞臺、電影和電視演員，心臟病發作
- 艾倫·肖（Allan Shaw），62歲，英國聖公會牧師

### 17日
- 達德利·布魯克斯（Dudley Brooks），75歲，美國爵士鋼琴家、編曲家和作曲家
- Paul C，24歲，美國嘻哈先驅、製作人、工程師和混音師，謀殺案
- 羅伯特·霍頓·卡梅倫（Robert Horton Cameron），81歲，美國數學家
- Suzanne Dechevaux-Dumesnil，89歲，法國情人，後來是撒母耳·貝克特的妻子
- 保羅·勒梅爾（Paul Lemerle），86歲，法國拜占庭研究國際協會創始主席
- 傑夫·摩爾斯（Jeff Moores），83歲，澳大利亞橄欖球聯盟足球運動員
- 瑪麗·派克（Mary Parke），81歲，英國海洋植物學家，英國皇家學會院士
- Vuppuluri Ganapathi Sastry，100歲，印度梵文學者、作家和精神導師
- 菲爾·廷斯利（Phil Tinsley），65歲，美式足球運動員

### 18日
- 周廷儒，80歲，中国古地理学家。
- 唐尼·摩爾（Donnie Moore），35歲，美國職業棒球大聯盟棒球運動員，持槍自殺
- 麗蓓嘉·謝弗（Rebecca Schaeffer），21歲，美國女演員，被謀殺

### 19日
- 薩金·洛倫佐·費爾南德斯（Xaquín Lorenzo Fernández），82歲，西班牙教育家
- 傑伊·拉姆斯戴爾（Jay Ramsdell），25歲，美國大陸籃球協會（Continental Basketball Association）委員，飛機失事
- 斯坦·拉姆齊（Stan Ramsay），84歲，英國足球運動員和經理
- 卡齊米日·薩巴特，76歲，波蘭總理兼流亡政府總統
- 卡爾-海因茨·施羅斯（Carl-Heinz Schroth），87歲，德國演員和電影導演
- John Wyhonic，69歲，美國NFL足球運動員

### 20日
- 福雷斯特·安德森（Forrest H. Anderson），76歲，美國政治家、律師和法官，蒙大拿州州長兼總檢察長，自殘槍傷
- 華倫泰·巴格曼（Valentine Bargmann），81歲，德國出生的美國數學家和理論物理學家[14]
- 海梅·巴特羅利，71歲，西班牙網球運動員和教練
- 何塞·奧古斯托·布蘭當，78歲，巴西國際足球運動員
- 胡安·卡洛斯·阿爾塔維斯塔，60歲，阿根廷演員和喜劇演員，沃爾夫-帕金森-懷特綜合征
- 勞羅·科羅納（Lauro Corona），32歲，巴西演員
- 凱倫·德沃爾夫（Karen DeWolf），85歲，美國編劇和小說家
- 瑪麗-瑪德琳·福爾卡德（Marie-Madeleine Fourcade），79歲，法國抵抗運動網络“聯盟”領導人，代號為“Hérisson”
- 歐文·西塔斯（Erwin Sietas），78歲，德國游泳運動員和奧運獎牌得主
- 瑪麗·特裡恩（Mary Treen），82歲，美國影視女演員，癌症[15]
- Yannis Tsarouchis，79歲，希臘現代主義畫家和佈景設計師
- 哈裡·沃思（Harry Worth），71歲，英國喜劇演員、喜劇演員和口技師，脊柱癌[16]

### 21日
- 唐納德·布里坦，61歲，加拿大電影導演兼製片人
- 詹姆斯·柯林斯（James M. Collins），73歲，美國商人和政治家，美國眾議院議員[17]
- 達尼洛·洛卡爾（Danilo Lokar），97歲，斯洛維尼亞醫生和表現主義作家
- William T. Whisner Jr.，65歲，美國空軍飛行員，黃蜂蜇傷併發症[18]

### 22日
- 珍妮特·李·布維爾（Janet Lee Bouvier），81歲，傑奎琳·甘迺迪（Jacqueline Kennedy）的美國母親，阿爾茨海默病併發症。
- A.湯瑪斯·道爾（A. Thomas Doyle），71歲，美國純種賽馬訓練師，阿爾茨海默病。
- 瑪律蒂·塔爾維拉（Martti Talvela），54歲，芬蘭歌劇貝斯，心臟病發作。[19]
- 弗蘭克·湯普森（Frank Thompson），70歲，美國政治家，美國眾議院議員，食道癌。

### 23日
- 唐纳德·巴塞尔姆，58歲，美國短篇小說家和小說家，喉癌[20]
- 夏洛特·哈布斯堡-洛林，68歲，奧地利皇帝查理一世的女兒
- 漢克·格林斯彭（Hank Greenspun），79歲，《拉斯維加斯太陽報》的美國出版商[21]
- Thevis Guruge，錫蘭廣播電臺的斯裡蘭卡廣播員，被謀殺
- 克勞德·哈蒙（Claude Harmon），73歲，美國職業高爾夫球手和高爾夫教練，心力衰竭[22]
- 丹尼爾·羅德斯（Daniel Rhodes），78歲，美國藝術家，心臟病發作[23]
- 亞歷山大·魏格斯（Alexander Weygers），87歲，荷蘭裔美國雕塑家、畫家、版畫家、鐵匠、木匠、哲學家、機械工程師、航空航天工程師和作家

### 24日
- Marco Acerbi，40歲，義大利跨欄運動員和奧運選手
- 沃爾特·迪克（Walter Dick），83歲，美國國際足球運動員
- 查理·加拉格爾（Charlie Gallagher），51歲，愛爾蘭蓋爾足球運動員，溺水身亡
- 厄尼·莫裡森（Ernie “Sunshine Sammy” Morrison），76歲，美國演員、喜劇演員和舞蹈家，癌症
- 埃莉諾·雷蒙德（Eleanor Raymond），102歲，美國建築師

### 25日
- 史蒂夫·魯貝爾，45歲，美國企業家，紐約市迪斯可舞廳 Studio 54的共同所有人，肝炎併發愛滋病[24]

### 26日
- 德里克·鲍尔（Derek Ball），英國音響工程師和奧斯卡金像獎得主。

### 27日
- 歐仁妮·亨德森（Eugénie Henderson），74歲，英國語言學家和學者
- 沃倫·洛（Warren Low），83歲，美國電影剪輯師
- 沃尔特·司各特（Walter Scott），89歲，澳大利亞足球運動員
- Dolf Sternberger，81歲，德國哲學家和政治學家

### 28日
- 鮑登男爵B.V.Bowden，79歲，英國科學家
- 傑夫·理查茲（Jeff Richards），64歲，美國演員，急性呼吸衰竭
- 傅鍾，89歲，中國人民解放軍上將

### 29日
- 奧斯瓦爾多·布蘭當，72歲，巴西足球運動員和教練
- 喬·利特爾約翰（Joe Littlejohn），81歲，美國賽車手，心臟病發作
- 魯迪·薩莫拉（Rudy Zamora），79歲，墨西哥裔美國動畫師

### 30日
- 莉莉·布羅伯格（Lily Broberg），65歲，丹麥舞臺和電影女演員
- 穆罕默德·迪拉瓦爾·汗吉（Muhammad Dilawar Khanji），71歲，巴基斯坦政治家，信德省省長，肺癌
- 萊恩·弗羅斯特（Lane Frost），25歲，美國職業牛仔競技表演，被公牛殺死
- 阿馬德奧·拉巴塔（Amadeo Labarta），84歲，西班牙足球運動員和奧運選手

### 31日
- Premakeerthi de Alwis，42歲，斯裡蘭卡廣播電視廣播員和作詞人，被槍殺
- 埃迪·甘農（Eddie Gannon），78歲，愛爾蘭足球運動員
- 邁克爾·哈靈頓（Michael Harrington），61歲，美國作家，政治活動家，政治學教授和廣播評論員，食道癌[25]
- Bull Moose Jackson，70歲，美國藍調和節奏藍調歌手和薩克斯管演奏家，肺癌
- Geronima Pecson，92歲，菲律賓教育家、女權主義者、社會工作者和菲律賓第一位女參議員
- 喬治·奧古斯都·沃恩（George Augustus Vaughn Jr.），92歲，第一次世界大戰中的美國戰鬥機王牌，腦瘤
- 周扬，80歲，中國文學理論家、翻譯家、馬克思主義者

### 日期不詳
- 惠浴宇，79-80歲，中國政治家